# 杜夫兰
杜夫兰（法語：Douvrin，法語發音：[duvʁɛ̃]）是法国上法蘭西大區加来海峡省的一个市镇，位于该省东北部，属于贝蒂讷区。

## 地理
杜夫兰（50°30'36"N, 2°49'54"E）面积9.58 平方千米，位于法国上法蘭西大區加来海峡省，该省份为法国北部沿海省份，西北濒北海，南至索姆省，东临北部省。
与杜夫兰接壤的市镇（或旧市镇、城区）包括：萨洛梅、于吕、万格勒、拉巴塞、比利贝尔克洛、艾讷。

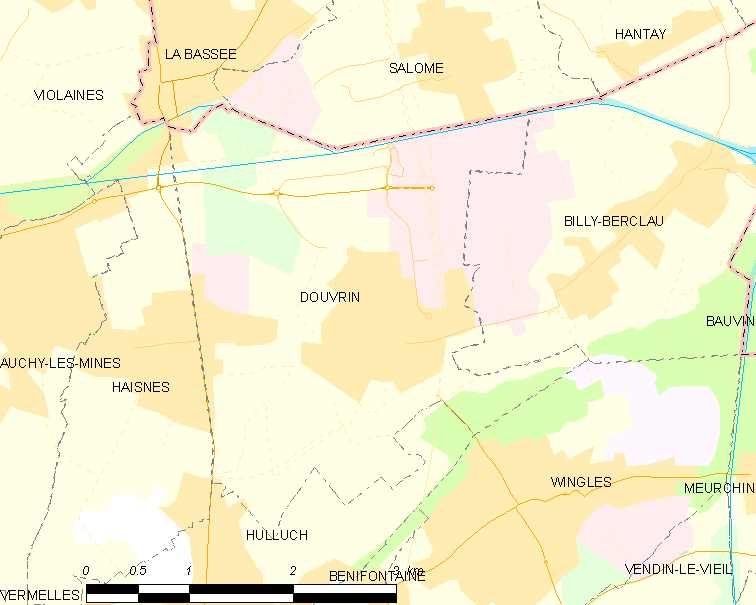
杜夫兰的OSM定位图

杜夫兰的时区为UTC+01:00、UTC+02:00（夏令时）。

## 行政
杜夫兰的邮政编码为62138，INSEE市镇编码为62276。

## 政治
杜夫兰所属的省级选区为杜夫兰县。

## 人口

1962-2008年间杜夫兰人口变化图示

杜夫兰于2022年1月1日时的人口数量为5799人。